# Амрелі (округ)
Амрелі — округ у штаті Гуджарат, Індія. Площа округу становить 7.397 км², а населення 1514190 осіб (станом на 2011). 

## Демографія
Із 1514190 мешканців округу 771049 (50.9 %) становлять чоловіки та 743141 (49.1 %) становлять жінки. В окрузі зареєстровано 294837 домогосподарств (із яких 25.7 % у містах та 74.3 % у селах). У містах проживає 386635 осіб (25.5 %), а в селах 1127555 осіб (74.5 %). Грамотними є 995459 осіб (65.7 %), а неграмотними 518731 осіб (34.3 %). Грамотними є 72.4 % чоловіків та 58.8 % жінок.

## Міста
- Адтала
- Акадіа
- Амрелі
- Амрутвел, Саваркундла
- Ансодар
- Анталія
- Арджансукх
- Бабра
- Баґасара
- Балел-Піпарія
- Чалала
- Дамнаґар
- Дгарі
- Джафрабад
- Джуна-Ваганія
- Латхі
- Мота-Зінзуда
- Наві-Мандараді
- Піпавав
- Раджула
- Саваркундла